# Paolo Galletti
Paolo Galletti (Lugo, 15 giugno 1950) è un politico italiano.

## Biografia
Partecipa negli anni settanta al Tribunale Russell 2 per l'America Latina, poi «Lega internazionale per i Diritti dei Popoli». 
Agli inizi degli anni ottanta ha contribuito alla fondazione dell'«Università Popolare di Romagna», una delle prime "Università verdi" italiane. È stato direttore del periodico "La Malalingua" e fondatore del Coordinamento Romagnolo Ecologico Alternativo. Alla fine del decennio è promotore del referendum nazionale contro l'impiego dei fitofarmaci in agricoltura, in quanto componente del coordinamento nazionale delle Liste Verdi.
Tra i fondatori dei Verdi italiani, Paolo Galletti è stato consigliere regionale dell'Emilia-Romagna dal 1990 al 1994, deputato per i Progressisti dal 1994 al 1996 e per i Verdi-l'ulivo dal 1996 al 2001.
Nel consiglio regionale dell'Emilia-Romagna ha fatto approvare leggi per l'agricoltura biologica, la valorizzazione del dialetto, la tutela degli anziani.

Alla Camera dei deputati è stato relatore e promotore della legge quadro a favore della mobilità ciclistica e di varie proposte di legge per le medicine non convenzionali.
È stato componente delle commissioni "Affari Sociali", "Agricoltura", "Trasporti" e "Affari Regionali".
Componente dell'Esecutivo nazionale dei Verdi dal 2001 al 2004.
Attualmente fa parte dell'esecutivo regionale dei Verdi dell'Emilia-Romagna.
Dirige il periodico "ECO" e si occupa di attività culturali sul territorio.